# Dionísio Babo

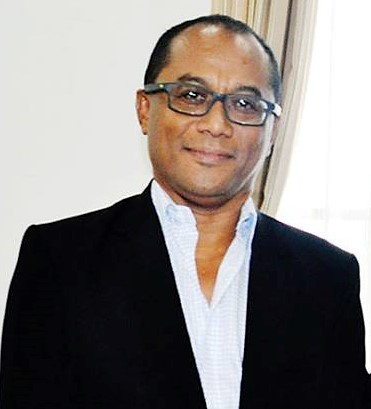
Dionísio Babo Soares (2017)

Dionísio da Costa Babo Soares (* 16. August 1966 in Ermera, Portugiesisch-Timor) ist ein osttimoresischer Politiker und Diplomat. Von 2012 bis 2015 war er Justizminister und von 2015 bis 2017 Staatsminister, Koordinator für Verwaltungsangelegenheiten und Minister für Staatsadministration. Von 2018 bis 2020 war Babo Außenminister Osttimors. Er gehört der Partei Congresso Nacional da Reconstrução Timorense (CNRT) an.

## Werdegang
Babo graduierte 1990 in Verfassungsrecht an der Udayana-Universität im indonesischen Denpasar. Als Student arbeitete er aktiv in der Widerstandsbewegung gegen die Besatzung seines Heimatlandes mit und war Mitglied in verschiedenen Gruppen, wie der Liga dos Estudantes Patriotas LEP. 1989 war er an einer Petition beteiligt, die die Vereinten Nationen auf das Schicksal Osttimors aufmerksam machen sollte. Außerdem nahm er an Demonstrationen vor der indonesischen Botschaft im neuseeländischen Wellington teil. 1995 erhielt Babo einen Master in Philosophie mit Schwerpunkt Entwicklungsstudien an der Massey University in Palmerston North. Seit 1998 arbeitete er an seinem Doktortitel in Anthropologie an der Research School of Pacific and Asian Studies der Australian National University. Seine Forschung konzentrierte sich auf die politischen und sozialen Entwicklungen in Osttimor, während der Vorbereitung auf die Unabhängigkeit zwischen 1999 und 2002. 2003 arbeitete er bei der Asia Foundation in Osttimor. Außerdem lehrte Babo zwischen 2003 und 2012 an der Universidade da Paz und von 2003 bis 2004 an der Universidade de Díli (UNDIL). 2003 war Babo Mitbegründer des Academia de Café de Timor-Leste.

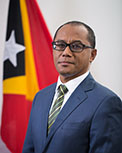
Offizielles Parlamentsfoto

Von 2005 bis 2008 war Babo zusammen mit dem Indonesier Benjamin Mangkoedilaga Vorsitzender der Wahrheits- und Freundschaftskommission (CTF), die im Auftrag der Präsidenten beider Länder die Menschenrechtsverletzungen  während der Krise in Osttimor 1999 aufarbeite sollte. Pro-indonesische Milizen und indonesisches Sicherheitspersonal hatte damals das besetzte Osttimor mit einer letzten Gewaltwelle überzogen, nachdem sich die Bevölkerung in einem Referendum für die Unabhängigkeit ausgesprochen hatte. Etwa 250.000 Osttimoresen flohen oder wurden nach Westtimor zwangsdeportiert, etwa 2.000 bis 3.000 Menschen starben. Im Abschlussbericht der CTF wurde festgestellt, dass Regierung, Militär und Polizei Indonesiens eine „schwere Mitschuld an den schwerwiegenden Menschenrechtsverletzungen“ bei den Unruhen von 1999 haben. Indonesiens Staatspräsident Susilo Bambang Yudhoyono erklärte seine „Reue für die Fehler“, die 1999 gemacht wurden. UNO, Menschenrechtsorganisationen, Kirchen und viele Einwohner Osttimors waren aber unzufrieden mit der Aufarbeitung der Gewalt und forderten weiterhin die Strafverfolgung der Täter.
Am 12. Mai 2005 wurde Babo zum Mitglied des nationalen Sicherheitsrates vereidigt und mit dem Präsidentendekret 04/2006 zum Mitglied des Verwaltungsrats des Öffentlichen Rundfunks.
2007 wurde Babo Generalsekretär des von Xanana Gusmão neu gegründeten CNRT. Die Partei stellte mit Gusmão von Wahlen 2007 bis 2015 den Premierminister. Babo arbeitete als Berater für den stellvertretenden Premierminister José Luís Guterres. Nach den Neuwahlen 2012, bei dem der CNRT die stärkste Kraft wurde, wurde Babo am 8. August 2012 als neuer Justizminister Osttimors vereidigt. Sein Amt als Abgeordneter trat Babo daher nicht an. Er war auf Listenplatz 2 der CNRT in das Nationalparlament Osttimors eingezogen. Bei der Regierungsumbildung im Februar 2015 wurde Babo Staatsminister, Koordinator für Verwaltungsangelegenheiten und Minister für Staatsadministration. 2017 verlor Babo auf dem Parteikongress seinen Posten als Generalsekretär des CNRT an Francisco Kalbuadi Lay. Babo wurde aber Präsident des Nationalen Exekutivrats der Partei.

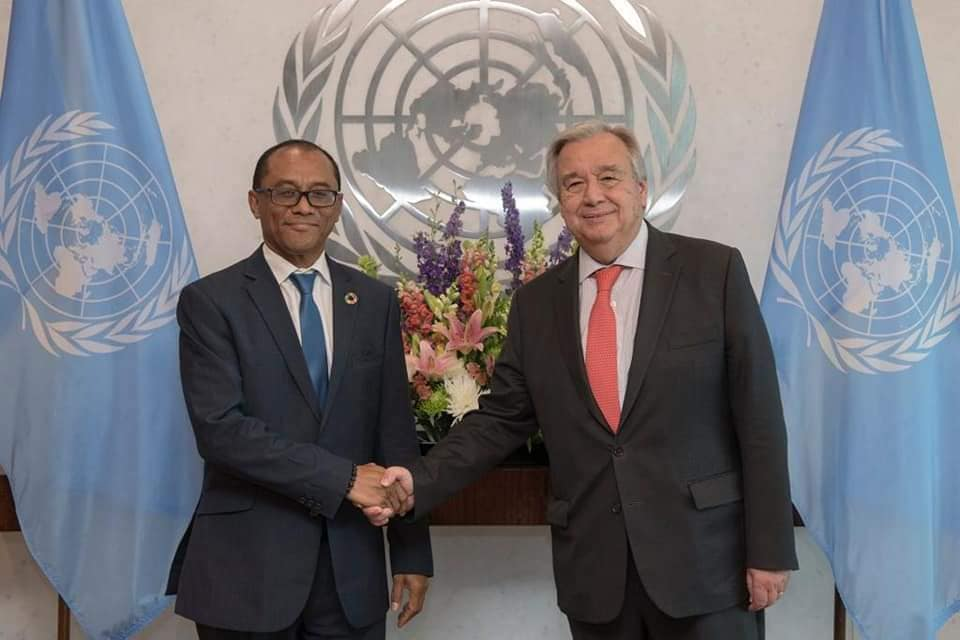
Babo und UN-Generalsekretär António Guterres (2019)

Bei den Parlamentswahlen in Osttimor 2017 gelang Babo auf Listenplatz 2 des CNRT der Wiedereinzug in das Parlament. Da der CNRT aber in die Opposition ging, verlor Babo seine Ämter in der Regierung. Seit September 2017 war Babo Delegierter der nationalen Gruppe des Nationalparlaments bei der parlamentarischen Versammlung der Gemeinschaft der Portugiesischsprachigen Länder (CPLP) und Mitglied in der Kommission für konstitutionelle Angelegenheiten, Justiz, Öffentliche Verwaltung, lokale Rechtsprechung und Korruptionsbekämpfung (Kommission A).
2018 wurde das Parlament aufgelöst. Bei den vorgezogenen Neuwahlen zog Babo auf Listenplatz 10 der Aliança para Mudança e Progresso (AMP), zu der der CNRT gehört, wieder in das Parlament ein. Am 22. Juni 2018 wurde Babo zum Außenminister vereidigt, weswegen er automatisch seinen Abgeordnetensitz abgeben musste. Bei der Generalversammlung der Vereinten Nationen 2018 sollte Babo eigentlich eine Rede halten, wurde aber kurzfristig von Osttimors Ständigen Vertreterin bei den Vereinten Nationen in New York Milena Pires vertreten, weil er erkrankte. Babo musste sich aufgrund von Herzproblemen in New York operieren lassen.
Nach Auseinanderbrechen des AMP 2020 wurden die Regierungsmitglieder des CNRT aufgefordert, aus der Regierung auszuscheiden. Babo kam dieser am 25. Mai nach. 2023 arbeitete Babo als Berater von Staatspräsident José Ramos-Horta. Bei den Parlamentswahlen 2023 trat Babo nicht an.
Am 12. Dezember 2023 wurde Babo zum Ständigen Vertreter Osttimors bei den Vereinten Nationen in New York vereidigt.

## Veröffentlichungen (Auswahl)
- Dionisio Babo-Soares: Elections and constitution making in East Timor, 2003.
- Dionisio Babo-Soares: Branching from the Trunk: East Timorese Perceptions of Nationalism in Transition, 2003.
- James J. Fox und Dionísio Babo Soares: Out of the Ashes: Destruction and Reconstruction of East Timor. ANU Press, Canberra 2003, ISBN 9789751229083.
- Geoffrey Hull, Dionisio Babo-Soares, Jorge da Conceição Teme: Tetum, language manual for East Timor, 2005.